# Amt Blank

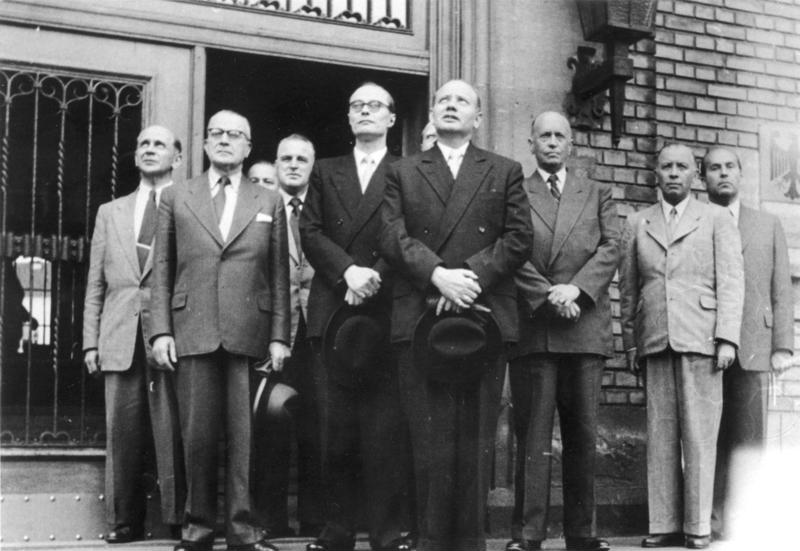
Theodor Blank (vorne Mitte, aufwärts blickend) mit seinen Mitarbeitern vor der Ermekeilkaserne. Gerhard Loosch (vorne li. außen), Ernst Wirmer (vorne li.), Wolfgang Holtz (vorne re.) und Adolf Heusinger (vorne re. außen)

Das Amt Blank (auch Dienststelle Blank genannt) war von Oktober 1950 bis Juni 1955 die im deutschen Bundeskanzleramt angesiedelte Vorgängerinstitution des Bundesministeriums der Verteidigung. Die offizielle Bezeichnung lautete Dienststelle des Bevollmächtigten des Bundeskanzlers für die mit der Vermehrung der alliierten Truppen zusammenhängenden Fragen.
Nach der geheimen Himmeroder Denkschrift vom 9. Oktober 1950 war der CDU-Bundestagsabgeordnete und Oberleutnant a. D. Theodor Blank von dem damaligen Bundeskanzler Konrad Adenauer zum „Beauftragten des Bundeskanzlers für die mit der Vermehrung der alliierten Truppen zusammenhängenden Fragen“ berufen worden. Nach der Bundestagswahl am 6. September 1953 wurde Blank zum Leiter der nach ihm benannten Behörde und von 1955 bis zum 16. Oktober 1956 erster Bundesminister für Verteidigung.
Das Dienstgebäude befand sich zunächst in einem Behelfsbau am Museum Koenig und anschließend in der Ermekeilkaserne in der damaligen Bundeshauptstadt Bonn.

## Aufgaben
Bereits von Mai bis Oktober 1950 hatte Gerhard Graf von Schwerin Bundeskanzler Konrad Adenauer in sicherheitspolitischen Fragen beraten und Vorbereitungen für den Aufbau eines zukünftigen Verteidigungsministeriums getroffen. Hierfür wurde die Dienststelle Schwerin mit der Tarnbezeichnung Zentrale für Heimatdienst (ZfH) gebildet (nicht zu verwechseln mit der Bundeszentrale für Heimatdienst). Die ZfH war dem Friedrich-Wilhelm-Heinz-Dienst (FWHD) angegliedert. Adenauer entließ Schwerin im Oktober 1950, nachdem dieser mit Pressevertretern über seine Tätigkeit gesprochen hatte. Daraufhin wurde Theodor Blank am 26. Oktober 1950 sein Nachfolger; zugleich wurde die Dienststelle offiziell gegründet und die Dienststelle Schwerins, die ZfH, übernommen.
Wichtige Mitarbeiter im Amt Blank waren Wolf von Baudissin, sein Vertreter Heinz Karst, die Generäle Adolf Heusinger, Hans Speidel und der Vordenker einer zivilen Bundeswehrverwaltung Ernst Wirmer. Die Arbeit des Amtes Blank, die einer Vorbereitung der Wiederbewaffnung diente, widersprach zwar offiziell den Bestimmungen der Alliierten, wonach Deutschland langfristig entmilitarisiert bleiben sollte. Sie war den Westalliierten aber bekannt und wurde von ihnen angesichts des Kalten Krieges geduldet.
Zu Fragen der Marine griff das Amt zunächst vor allem auf das Naval Historical Team zurück, eine Gruppe ehemaliger hoher deutscher Marineoffiziere, die in Bremerhaven gesteuert und finanziert vom US-amerikanischen Office of Naval Intelligence an der Konzeption einer künftigen deutschen Seestreitmacht arbeitete. Auf diesem Weg wurden 1951 Wolfgang Kähler und Karl-Adolf Zenker zu den wichtigsten Marineplanern des Amts Blank und zu den deutschen Delegationsmitgliedern für dieses Themenfeld bei den Verhandlungen über die Europäische Verteidigungsgemeinschaft.

## Arbeit
Die Dienststelle Blank untersuchte u. a. Tarnmuster, Kampf- und Ausgehanzüge für die Bundeswehr, wobei man sich für ein leicht abgewandeltes Splittertarn-Muster entschied, das bereits 1931 in der Reichswehr eingeführt worden war. Im Zusammenhang mit der seit 1952 geplanten Europäischen Verteidigungsgemeinschaft (EVG), der mehrere europäische Staaten angehören sollten, wurde auch mit einer leicht abgewandelten Variante des bis 1945 entwickelten SS-Leibermusters, einem Flecktarn-Muster, experimentiert. Diese Muster und Stoffe wurden in Belgien hergestellt. Nachdem Frankreich den bereits weitgehend ratifizierten EVG-Plänen im letzten Moment doch nicht zugestimmt hatte, wurde die weitere Ausgabe der EVG-Uniform an die neu gegründete Bundeswehr 1956 eingestellt.
Insgesamt blieben bei der Bundeswehr-Ausrüstung noch viele Anklänge an die preußisch-deutsche Heerestradition bestehen. Verantwortlich war Theodor Blank auch für die Einführung von militärischen Fahrzeugen wie dem DKW Munga.
Das Amt hatte anfangs 20 Mitarbeiter und 1953 etwa 700 Mitarbeiter.
Das Amt Blank finanzierte zu großen Teilen auch die Gesellschaft für Wehrkunde. Die beiden Institutionen kooperierten arbeitsteilig.